# Luce Dassas
Pour les articles homonymes, voir Dassas.
Luce Dassas est une actrice française.

## Filmographie
- 1951 : La Table-aux-crevés d'Henri Verneuil : Une des filles Milloin
- 1952 : Manon des sources de Marcel Pagnol : La femme d'Ange
- 1954 : Les Lettres de mon moulin de Marcel Pagnol : Sylvie
- 1955 : Le Printemps, l'automne et l'amour de Gilles Grangier : Une cliente de la boucherie
- 1957 : Le Cas du docteur Laurent de Jean-Paul Le Chanois : Une habitante
- 1960 : Crésus de Jean Giono : Rose